# Supercoppa UEFA 2000
La Supercoppa UEFA 2000 è stata la venticinquesima edizione della Supercoppa UEFA.
Si è svolta il 25 agosto 2000 allo stadio Louis II di Monaco, dove si sono affrontate la squadra vincitrice della Champions League 1999-2000, ovvero spagnoli del Real Madrid, e la formazione vincitrice della Coppa UEFA 1999-2000, ossia i turchi del Galatasaray.
A conquistare il titolo è stato il Galatasaray che ha battuto per 2-1 il Real Madrid dopo i tempi supplementari grazie a un golden goal di Jardel; rimane questa l'unica finale della manifestazione decisa da tale regola. Da questa edizione, dopo la soppressione della Coppa delle Coppe UEFA avvenuta l'anno precedente, a contendere il trofeo alla detentrice della Champions League subentra la compagine vittoriosa in Coppa UEFA.

## Partecipanti
| Squadre     | Qualificazione                                   | Partecipazioni precedenti (il grassetto indica la vittoria) |
| ----------- | ------------------------------------------------ | ----------------------------------------------------------- |
| Real Madrid | Vincitrice della UEFA Champions League 1999-2000 | 1 (1998)                                                    |
| Galatasaray | Vincitrice della Coppa UEFA 1999-2000            | Nessuna                                                     |

## Tabellino
| Arbitro: | Günter Benkö |

|                 |           |                              |
| Raúl 79’ (rig.) | Marcatori | 41’ (rig.), 103’ (gg) Jardel |

| Real Madrid | Galatasaray |

### Formazioni
| Real Madrid (4-2-3-1) |    |                  |     |      |
|                       |    |                  |     |      |
| P                     | 25 | Iker Casillas    |     |      |
| D                     | 21 | Geremi           |     |      |
| D                     | 12 | Iván Campo       |     | 66’  |
| D                     | 6  | Iván Helguera    | 31’ |      |
| D                     | 3  | Roberto Carlos   |     |      |
| C                     | 20 | Albert Celades   |     | 100’ |
| C                     | 16 | Claude Makélélé  | 22’ |      |
| C                     | 10 | Luís Figo        | 69’ |      |
| C                     | 14 | Guti             |     | 53’  |
| C                     | 11 | Sávio            |     |      |
| A                     | 7  | Raúl (c)         |     |      |
| A disposizione:       |    |                  |     |      |
| P                     | 13 | César Sánchez    |     |      |
| D                     | 2  | Míchel Salgado   |     | 100’ |
| D                     | 18 | Aitor Karanka    |     |      |
| C                     | 17 | Flávio Conceição |     | 66’  |
| C                     | 19 | Santiago Solari  |     |      |
| C                     | 22 | Pedro Munitis    | 99’ | 53’  |
| Allenatore:           |    |                  |     |      |
| Vicente del Bosque    |    |                  |     |      |

| Galatasaray (4-5-1) |    |                    |     |     |
|                     |    |                    |     |     |
| P                   | 1  | Cláudio Taffarel   |     |     |
| D                   | 3  | Bülent Korkmaz (c) |     |     |
| D                   | 4  | Gheorghe Popescu   |     |     |
| D                   | 35 | Capone             |     | 85’ |
| D                   | 57 | Hakan Ünsal        |     |     |
| C                   | 7  | Okan Buruk         | 6’  | 81’ |
| C                   | 5  | Emre Belözoğlu     |     |     |
| C                   | 10 | Gheorghe Hagi      |     | 72’ |
| C                   | 8  | Suat Kaya          | 28’ |     |
| C                   | 22 | Ümit Davala        | 90’ |     |
| A                   | 9  | Jardel             |     |     |
| A disposizione:     |    |                    |     |     |
| P                   | 16 | Kerem İnan         |     |     |
| D                   | 6  | Ahmet Yıldırım     |     |     |
| D                   | 14 | Fatih Akyel        |     | 85’ |
| C                   | 11 | Hasan Şaş          |     | 81’ |
| C                   | 28 | Bülent Akın        |     | 72’ |
| A                   | 20 | Serkan Aykut       |     |     |
| Allenatore:         |    |                    |     |     |
| Mircea Lucescu      |    |                    |     |     |